# 日本とマダガスカルの関係
日本とマダガスカルの関係（マダガスカル語: Fifandraisan'i Japana sy Madagasikara、フランス語: Relations japonaises–malgaches、英語: Japan–Madagascar relations） では、日本とマダガスカルの関係について概説する。

## 両国の比較
|                   | マダガスカル                | 日本                            | 両国の差                    |
| ----------------- | --------------------------- | ------------------------------- | --------------------------- |
| 人口              | 2696万9307人（2019年）      | 1億2626万人（2019年）           | 日本はマダガスカルの約4.7倍 |
| 国土面積          | 58万7295 km²                | 37万7972 km²                    | マダガスカルは日本の約1.6倍 |
| 首都              | アンタナナリボ              | 東京都                          |                             |
| 最大都市          | アンタナナリボ              | 東京都区部                      |                             |
| 政体              | 共和制 大統領制             | （民主制）議院内閣制            |                             |
| 公用語            | マダガスカル語 フランス語   | 日本語（事実上）                |                             |
| 国教              | なし                        | なし                            |                             |
| GDP（名目）       | 152億9719万米ドル（2022年） | 4兆2564億1076万米ドル（2022年） | 日本はマダガスカルの約278倍 |
| 一人当たり名目GDP | 516.6米ドル（2022年）       | 34,017.3米ドル（2022年）        | 日本はマダガスカルの約66倍  |
| GDP（購買力平価） | 525億5061万米ドル（2022年） | 5兆8621億1629万米ドル（2022年） | 日本はマダガスカルの約111倍 |
| 一人当たり実質GDP | 1,774.7米ドル（2022年）     | 46,850.1米ドル（2022年）        | 日本はマダガスカルの約26倍  |
| 経済成長率        | 3.8%（2022年）              | 1.0%（2022年）                  |                             |
| 軍事費            | 9796万8272米ドル（2022年）  | 459億9209万米ドル（2022年）     | 日本はマダガスカルの約469倍 |
| 地図              |                             |                                 |                             |

## 歴史

### マダガスカル前史
16世紀ごろ、マダガスカルの中央高地にメリナ王国が誕生する。17世紀から18世紀には分裂と統一を繰り返すなど、弱小国であった。
19世紀前半、ラダマ1世の時代にはメリナ王国がほぼマダガスカルを統一。モーリシャスを介してイギリスと接触し、キリスト教宣教師の来訪やローマ字の伝来など、新たな技術や制度の導入が進む。
1883年、フランスは権益保護を名目としてマダガスカルに侵攻し、マダガスカルは敗戦して北部の港町アンツィラナナを割譲する。しかしフランスはマダガスカル全土を保護国化するべく侵攻を継続した。1896年には王室をレユニオン島に追放するなどしてメリナ王国を解体し、植民地化した。

### 世界大戦と日本との接触

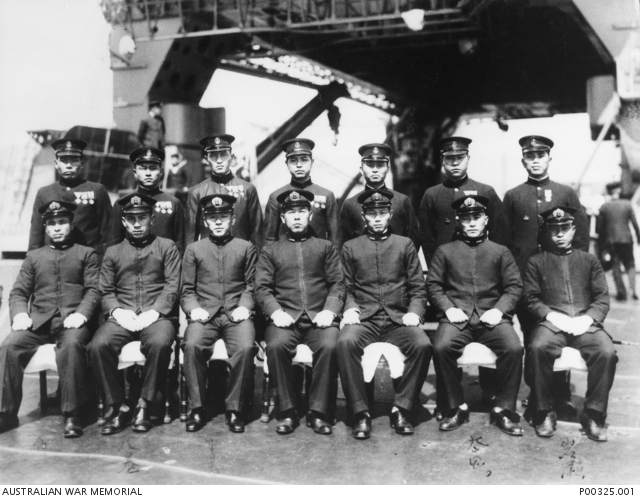
マダガスカルに向かった特殊潜航艇の乗務員

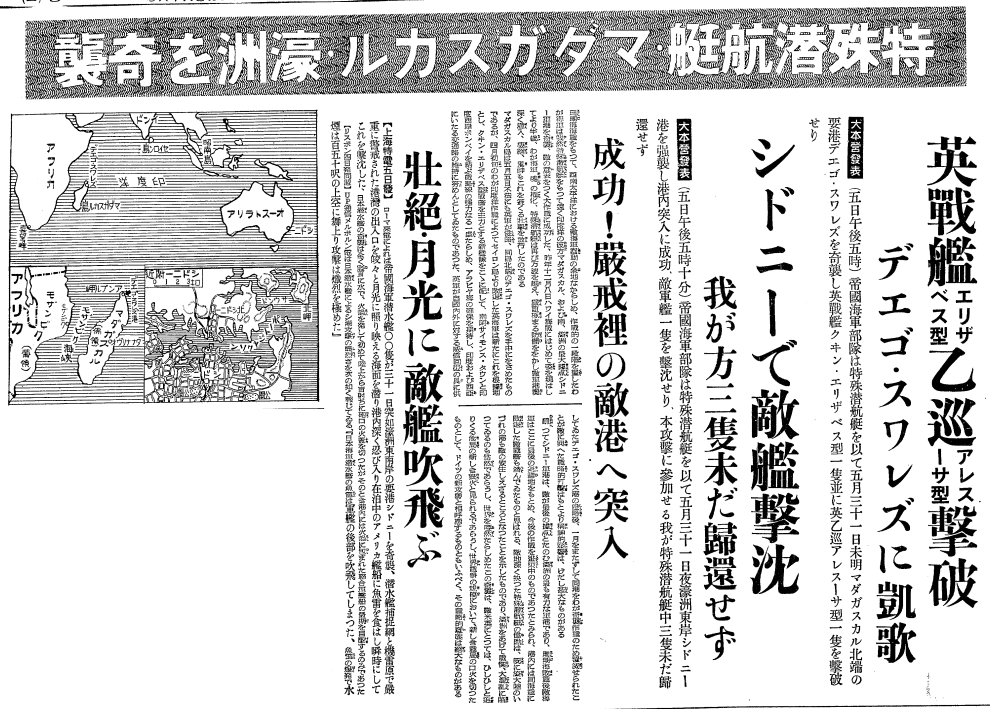
ディアゴ・スアレス（現アンツィラナナ）での戦闘を報じる新聞記事

第一次世界大戦では、マダガスカルはフランスの植民地であったためマダガスカル出身者がフランス軍兵士として参加。その時期には遠く離れた日本における明治維新や日露戦争などの情報がマダガスカルにも伝わっており、これに触発されて民族主義運動が高まっている。大戦中の1915年には抗仏秘密結社ヴィ・ヴァトゥ・サケリカが摘発され、この事件はフランスを震撼させてさらなる独立運動の抑止へと植民地政府を駆り立てる事になった。なお、日露戦争当時のアンツィラナナ(当時ディエゴ・スアレス）には赤崎伝三郎という日本人が酒場店主として居住しており、彼は1904年12月29日に同港に入港するロシア帝国バルチック艦隊を目撃。戦艦の種類や数、燃料、水、食糧などの量を密かに調査して在ボンベイ大日本帝国領事館に電報で伝え、日本がバルチック艦隊の動静や規模を把握する一助となっている。
続く第二次世界大戦では、1940年という比較的早い時期に宗主国フランスがナチス・ドイツに占領される。これはマダガスカルの植民地政府の威信に曇りをもたらす出来事であり、1947年に起きた反フランス植民地支配抵抗運動の遠因ともなった。占領後、マダガスカルはヴィシー政府側について連合国と対立。さらに、1941年にイギリス軍と開戦した大日本帝国軍はセイロン沖海戦などを経て瞬く間にインド洋からイギリス勢力を放逐してインド洋の制海権を奪取した。
日本にインド洋の制海権を握られたイギリスを中心とする連合国は、日本がマダガスカルを無血占領してアフリカへ勢力圏を広げる事を危惧した。そのため、1942年に重要港アンツィラナナ（当時ディアゴ・スアレス）をはじめとしたマダガスカル全土に攻勢をかけ、マダガスカルの戦いが始まった。この戦いは、当初はイギリス海軍とマダガスカルに駐屯するヴィシー・フランス軍との戦闘だったものの、同年五月にヴィシー政府の要請を受けて日本海軍の特殊潜航艇がアンツィラナナでイギリスと戦闘を開始。日本が本格的にマダガスカルの戦いに参戦した。戦闘はほぼ海上で行われたが、地上戦も行われた。海戦に参加していた潜水艦・伊20は座礁し、艇長の秋枝三郎大尉（海兵66期）と艇付の竹本正巳一等兵曹の2名は艇を放棄。マダガスカル島のアンタラブイ近くに地元の漁師の手助けを得つつ上陸して、母船との合流地点に戻る途中で15人のイギリス人部隊と軍刀と拳銃のみで戦闘の末、戦死している。なお、二人の遺体はイギリス軍によってアンツィラナナに埋葬された。
その後、イギリスはマダガスカルのほぼ全土を占領。日本はインド洋の制海権を奪取するという最大の目標を既に達成し、またマダガスカルは主戦場である太平洋などから遠く離れていたため、これ以降目立った軍事行動は行われずに日本はマダガスカルから撤退した。
これが、日本とマダガスカルのほぼ最初の交流であった。

### 戦後関係

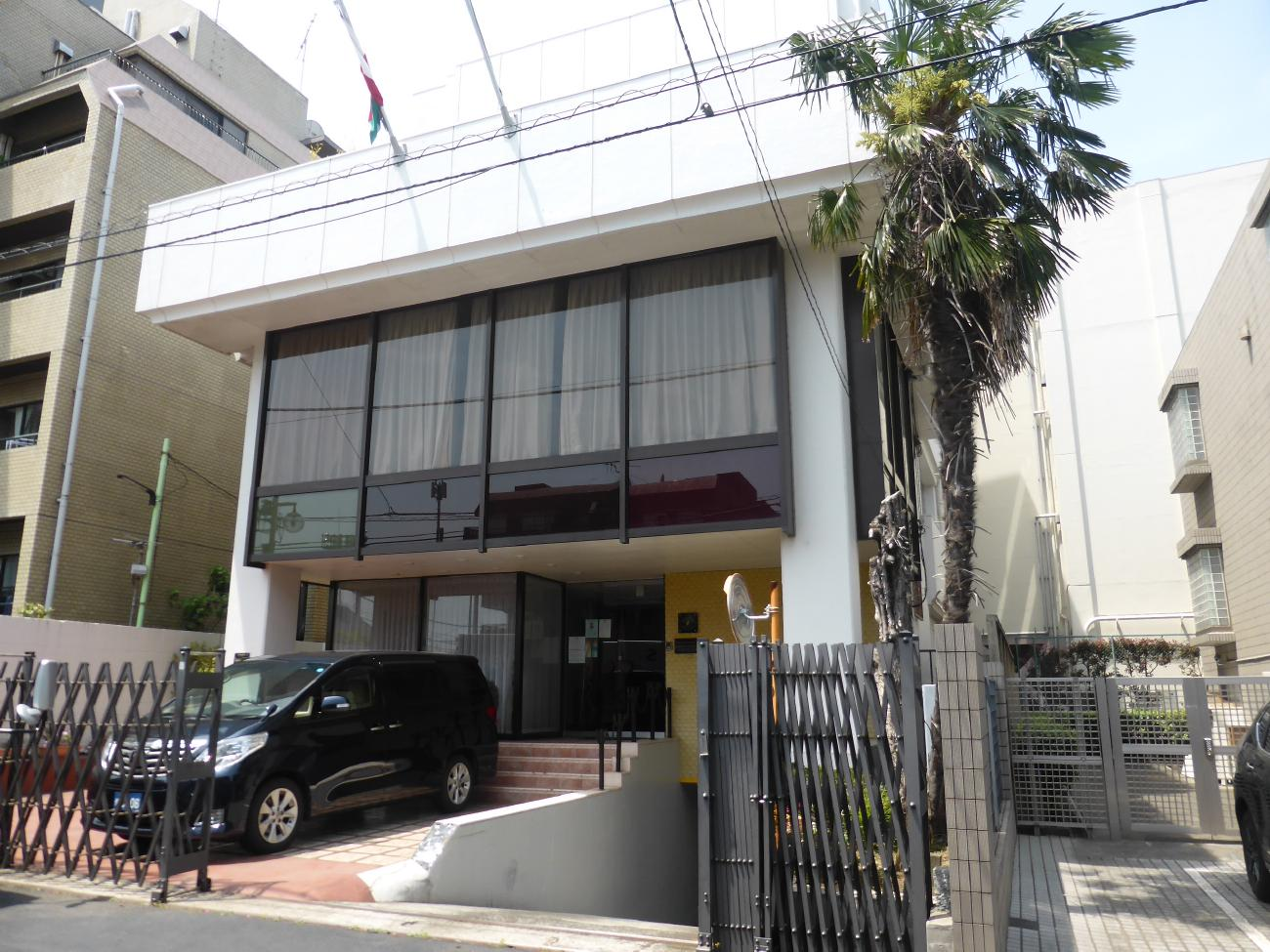
駐日マダガスカル大使館正面玄関（東京）

第二次世界大戦は日本の敗戦で終わり、サンフランシスコ平和条約によって日本は主権を回復した。一方のマダガスカルは戦後、1947年に反フランス植民地支配抵抗運動などを経験しながらも1958年にフランス共同体の自治国家として平和裏に独立し、1959年の憲法発行を経て1960年には完全な独立を果たした。日本は、1960年7月にマダガスカルを国家承認。1968年2月には首都アンタナナリボに在マダガスカル日本国大使館を設置した。マダガスカル側は一年遅れた1969年の3月に、東京に在日マダガスカル大使館を開設している。
その後、1976年には在マダガスカル日本大使館が現地にマダガスカルの戦いの地上戦で亡くなった秋枝三郎中佐と竹本正己特務少尉の慰霊碑を建立し、1997年には有志が上記二名と海戦で命を落とした岩瀬勝輔大尉、高田高三兵曹長の4名の日本軍人の慰霊碑をアンツィラナナ（旧名ディエゴ・スアレス）に建立している。

### マダガスカル・クーデターとその後
2009年3月には軍に全権を委任されるというマダガスカル憲法に則らない形でアンドリー・ラジョエリナが新大統領に就任すると、日本政府外務省は「一般市民を巻き添えにし、不法に政権交代が行われた事に強い懸念を抱き、民主主義的方法で武力手段に到らず問題を解決し、一般市民の安全を祈る」と発表、日本は新規の二国間の経済協力を停止して援助も滞った。2014年1月には民主的な選挙を経て新大統領にヘリー・ラジャオナリマンピアニナが就任すると日本は経済援助を再開し、また彼は2017年に訪日して当時総理大臣であった安倍晋三と首脳会談を実施し「自由で開かれたインド太平洋戦略」についての協力が話し合われている。2019年には、民主的な選挙を経て再び大統領となったアンドリー・ラジョエリナも訪日して首脳会談を実施し、前政権を引き継いで経済・安全保障分野での協力関係が示された。なお、マダガスカルは安保理改革に賛成の立場を取る国である。

## 要人往来

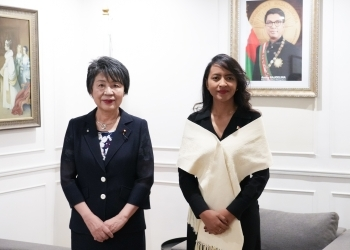
日・マダガスカル外相会談（2024年）

日本が経済大国として復興して以降は、戦時中から繋がりがあった事もあり、ODAなどを通じてアフリカでは例外的に緊密な関係を維持し続けてきた。
国交樹立直後の1965年、初代マダガスカル大統領のフィリベール・ツィラナナが国賓として日本を訪問した。マダガスカル大統領としては他にも、2017年12月にラジャオナリマンピアニナが、あるいは2019年8月にラジョエリナが、それぞれ訪日した。
日本の皇室からは、秋篠宮文仁親王が1990年4月と2007年8月の二度、マダガスカルを訪れている。2007年8月の訪問は眞子内親王殿下も同行した。日本の総理大臣がマダガスカルを訪れたことは、2024年の時点ではない。日本の外務大臣としては、2024年4月に上川陽子が初めて訪問した。

## 経済援助と貿易
日本の累積援助額は1000億円を超え、アメリカ合衆国、フランス、ドイツ、韓国などに次ぐ主要なマダガスカル援助国である。
貿易関係は、マダガスカルの2018年対日輸出が268.8億円なのに対し、輸入は17.3億円と大幅な黒字を達成している。マダガスカルは潜在的な資源大国であり、工業製品には欠かせないニッケルやコバルトを輸出しているほか、日本にとって重要な香辛料供給国である。特にバニラに関してはマダガスカルは世界最大の輸出国であり、日本にとっては最大のバニラ・クローブ供給国である。一方、日本は自動車やゴム製品をマダガスカルに輸出している。

## 文化
文化的交流も一定程度存在している。マダガスカルの学校では日本語教育が行われているほか、ポップカルチャーや伝統文化も人気を博しつつある。一方、日本ではアフリカ大陸とは文化的に一線を画すマダガスカルの文化的多様性についての研究が行われている。

## 外交使節

### 駐日マダガスカル大使
| 代 | 氏名                                     | 在任期間        | 備考                                                                     |
| -- | ---------------------------------------- | --------------- | ------------------------------------------------------------------------ |
| 1  | ルイ・ラクトゥマララ                     | 1964年 - 1968年 | 特命全権大使 信任状捧呈は9月18日 初代、ワシントンD.C.常駐 外務大臣経験者 |
| 2  | アルマン・ラザファンドラブ               | 1974年 - 1975年 | 特命全権大使 信任状捧呈は2月16日                                         |
| 3  | アポリネール・アンドリアツィアファジャト | 1975年 - 1983年 | 特命全権大使 信任状捧呈は12月19日                                        |
| 4  | アルマン・ラザフィンドラベ               | 1983年 - 1987年 | 特命全権大使 信任状捧呈は6月8日                                          |
| 5  | ユーベル・マクシム・ラザウベリナ         | 1987年 - 1990年 | 特命全権大使 信任状捧呈は9月25日                                         |
| 6  | シリル・フィダ                           | 1994年 - 2001年 | 特命全権大使 信任状捧呈は10月11日 旭日重光章受章                         |
|    | ユージェーヌ・マハオニソン               | 2001年 - 2004年 | 臨時代理大使                                                             |
| 7  | ジョスラン・ベルタン・ラディフェラ       | 2004年 - 2007年 | 特命全権大使 信任状捧呈は1月16日                                         |
|    | フェノ・ジャンノ                         | 2007年 - 2008年 | 臨時代理大使                                                             |
| 8  | ジミー・ラミアンジソン                   | 2008年 - 2011年 | 特命全権大使 信任状捧呈は3月12日 旭日重光章受章                          |
|    | フェノ・ジャンノ                         | 2011年 - 2012年 | 臨時代理大使                                                             |
|    | ユージェーヌ・マハオニソン               | 2012年 - 2015年 | 臨時代理大使                                                             |
|    | ロゼット・ララティアナ・ラソアマナリヴォ | 2015年 - 2018年 | 臨時代理大使                                                             |
| 8  | ミレイユ・ミアリ・ラクトゥマララ         | 2018年 - 2019年 | 特命全権大使 信任状捧呈は5月15日 旭日重光章受章                          |
|    | ランジャザフィ・ツィラヴ・マエリゾ       | 2019年 - 2024年 | 臨時代理大使                                                             |
|    | トゥトゥザフィ・ハリス・ヴェロニク       | 2024年 -        | 臨時代理大使                                                             |